# ATPază

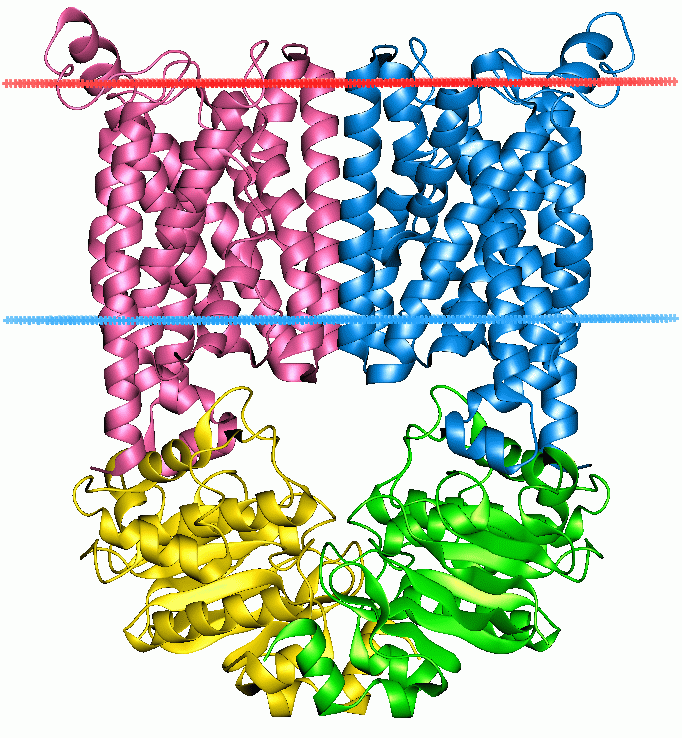
Structura BtuCD PDB 1l7v, o proteină de transport pentru vitamina B_{12} de la Escherichia coli

ATPazele (EC 3.6.1.3, Adenozin 5'-TriP (fosfat) aze, adenilpirofosfataze, ATP monofosfataze, trifosfataze, antigeni SV40 T, ATP hidrolaze, complexul V (transportul mitocondrial de electroni), (Ca2+ + Mg2+)-ATPaze, HCO3−-ATPaze, adenozin trifosfataze) sunt o clasă de enzime care catalizează descompunerea ATP în ADP și un ion fosfat liber, sau reacția care ale loc în sens inversă. Această reacție de defosforilare eliberează energie, pe care enzima (în majoritatea cazurilor) o utilizează pentru a induce alte reacții biochimie. Acest proces este utilizat foarte frecvent în toate formele de viață cunoscute.
Unele astfel de enzime sunt proteine membranare integrale (ancorate în membranele biologice) și au ca scop transportarea compușilor prin membrană, de obicei împotriva gradientului de concentrație. Acestea sunt denumite ATPaze transmembranare. O familie importantă este reprezentată de transportorii ABC.